# Автошлях Т 2012
Автошлях Т 2012 — автомобільний шлях територіального значення в Тернопільській і Хмельницькій областях. Проходить територією Кременецького і Хмельницького районів Ланівці — Лисогірку — Теофіполь. Загальна довжина — 26,3  км.